# Grčar
Grčar je priimek v Sloveniji, ki ga je po podatkih Statističnega urada Republike Slovenije na dan 1. januarja 2010 uporabljalo 520 oseb in je med vsemi priimki po pogostosti uporabe uvrščen na 571. mesto.

## Znani nosilci priimka
- Alojz Grčar (1913—1980), partizanski komandant, vodja vojaške obveščevalne službe pri GŠ NOV in POS, polkovnik JLA
- Anton (Tone) Grčar (*1940), trobentar in pedagog
- Bojan Grčar (*1952), elektrotehnik
- Jakob Grčar (1889—1966), pisec spominov na rusko revolucijo, prevajalec, zbor. pevec
- Leopold Grčar (1939—2020), frančiškan, dr. teol., jasličar (Brezje)
- Miša (Ela) Grčar (1935—2011), sociologinja (filma), cineastka, publicistka
- Norbert Grčar (*1956), restavrator
- Slavko Grčar (1930—2017), partizan, pravnik, podpredsednik ZZB NOB Slovenije
- Viktor Grčar (1881—1942), učitelj, politik in publicist
- Tit Grčar (1888—1967), učitelj, šolski upravitelj, predsednik učiteljskega pevskega zbora (sedaj Učiteljski pevski zbor Slovenije Emil Adamič), čebelar, kulturni delavec
- Tone Grčar (1916—1942), politični organizator
- Viktor Grčar (1881—1942), učitelj, publicist, politik, prvi slovenski župan Maribora